# Nina Nymark Andersen
Nina Nymark Andersen (* 28. September 1972 in Bergen) ist eine ehemalige norwegische Fußballspielerin, die von 1993 bis 1996 für die A-Nationalmannschaft spielte und sowohl Europa- als auch Weltmeister wurde.

## Karriere

### Vereine
Andersen spielte für den in ihrem Geburtsort ansässigen Verein Ådnamarka und war im weiteren Verlauf für den ebenfalls in Bergen ansässigen Arna-Bjørnar aktiv. Im Seniorinnenbereich spielte sie bis zum Spielzeitende 1993 für den IL Sandviken in der 1. Divisjon, der seinerzeit höchsten Spielklasse im norwegischen Frauenfußball. Die Spielzeit 1994 verbrachte sie beim IF Fløya, bevor sie zum IL Sandviken zurückkehrte. Den einzigen Vereinstitel gewann sie 1995 mit dem 3:2-Finalsieg n. V. über den Trondheims-Ørn SK. In der Spielzeit 2003 trat sie für den IF Fløya in Erscheinung.

### Nationalmannschaft
Andersen debütierte als Nationalspielerin in der U16-Nationalmannschaft, die am 18. Juli 1989 in Klepp das Freundschaftsspiel gegen die U16-Nationalmannschaft der Niederlande mit 4:2 gewann; in diesem Freundschaftsspiel gelang ihr bereits ihr erstes Länderspieltor. Ihr zweites gelang ihr in ihrem zweiten – von insgesamt vier Länderspielen – am 22. Juli 1989 in Sola beim 5:0-Sieg im Freundschaftsspiel gegen die U16-Nationalmannschaft Finnlands, in dem ihre Zwillingsschwester Anne ihr erstes Länderspieltor erzielte.
Für die U20-Nationalmannschaft bestritt sie in einem Zeitraum von etwas mehr als einem Jahr zehn Länderspiele. Sie debütierte am 27. März 1992 in Martigues bei der 1:3-Niederlage im Freundschaftsspiel gegen die U20-Nationalmannschaft Frankreichs. Gegen diese Auswahl bestritt sie auch ihr letztes Länderspiel in dieser Altersklasse; am 12. April 1993 gelang in Montricoux ein 3:2-Sieg.
Für die A-Nationalmannschaft kam sie in vier Jahren in 50 Länderspielen zum Einsatz. Ihr Debüt am 9. März 1993 in Agia Napa auf Zypern war das erste Gruppenspiel im Turnier um den „Open Nordic Cup“, der als Alternative zum Turnier um die (seit 1982 nicht mehr durchgeführte) Nordische Meisterschaft ausgetragen wurde. Das Spiel gegen die Nationalmannschaft Dänemarks endete 3:3 unentschieden. In den zwei weiteren Gruppenspielen (1:0 vs. USA am 12. März und 2:1 vs. Schweden am 14. März) wurde sie ebenfalls eingesetzt.
Nach dem am 1. Juni 1993 in Borås mit 2:4 verlorenen Freundschaftsländerspiel gegen die Nationalmannschaft Schwedens, kam sie in den beiden Spielen der EM-Finalrunde zum Einsatz, der am 4. Juli 1993 mit dem 1:0-Finalsieg über die Nationalmannschaft Italiens, mit dem Europameistertitel endete.
Es folgten bis zum 31. August 1996, an dem ihre A-Länderspielkarriere endete, zwölf weitere EM-Qualifikationsspiele, drei weitere Teilnahmen am Algarve-Cup (zehn Spiele), drei Spiele im Turnier um den Chiquita Cup 1994 und zwei im Turnier um den US-Cup (1995) in den Vereinigten Staaten, und sechs in Freundschaft ausgetragene Länderspiele.
Sie bestritt die beiden in Hin- und Rückspiel ausgetragenen EM-Halbfinalspiele gegen die Nationalmannschaft Schwedens am 26. Februar und 4. März 1995, wobei der 4:3-Sieg in Kristiansand gegenüber der 1:4-Niederlage in Jönköping das Aus bedeutete. Dem Kader für die Weltmeisterschaft 1995 angehörend, kam sie in den ersten beiden Spielen der Gruppe B sowie im Halbfinale und Finale zum Einsatz und schloss mit ihrer Mannschaft das Turnier mit dem Weltmeistertitel ab. Ein Jahr später nahm sie am olympischen Fußballturnier 1996 teil. Sie bestritt alle drei Spiele in der Gruppe E und anschließend das Halbfinale, das mit 1:2 nach Golden Goal gegen die US-amerikanische Nationalmannschaft verloren wurde sowie das Spiel um Bronze, das mit 2:0 gegen die Nationalmannschaft Brasiliens gewonnen wurde.

## Erfolge
Nationalmannschaft
- Weltmeisterin: 1995
- Europameisterin: 1993
- Olympische Bronzemedaille 1996

IL Sandviken
- Norwegische Pokal-Siegerin: 1995